# Кустурица, Эмир
Эми́р Кусту́рица (босн. Emir Kusturica, серб. Емир Кустурица, род. 24 ноября 1954, Сараево, СФРЮ) — югославский и сербский кинорежиссёр и актёр кино, отмеченный наградами крупнейших кинофестивалей Европы, включая две «Золотые пальмовые ветви» Каннского кинофестиваля. Кавалер ордена Почётного легиона, иностранный член Академии наук и искусств Республики Сербской. Кроме работы в кино, Кустурица известен как участник фолк-рок-группы The No Smoking Orchestra.

## Биография

### Ранние годы
Эмир Кустурица родился 24 ноября 1954 года в городе Сараево, в то время — столице СРБиГ в составе Югославии (ныне Сараево — столица независимого государства Босния и Герцеговина). Его родители — босняки, непрактикующие мусульмане, но по утверждениям самого Кустурицы, его дальние предки были православными сербами. Согласно историческим источникам, предки Кустурицы по отцовской линии приехали из деревни Плане недалеко от городка Билеча. Отец — Мурат Кустурица — был членом Коммунистической партии Югославии и работал в Министерстве информации Боснии и Герцеговины.

### Обучение в Праге
В возрасте 18 лет Кустурица уехал из Сараево получать образование. Местом его обучения стал факультет кино и телевидения престижной Академии исполнительских искусств (FAMU) в Праге (Чехословакия), выпускниками которого в разное время были Милош Форман, Иржи Менцель и Горан Паскалевич.
Первые свои фильмы Кустурица создал именно во время обучения в Праге — это короткометражные ленты «Часть правды» (1971) и «Осень» (1972).
Дипломный фильм Кустурицы — 25-минутная лента под названием «Герника» (1978) — рассказывал историю мальчика из еврейской семьи в конце 1930-х годов. Направленный против нацизма и антисемитизма фильм, в котором Кустурица был режиссёром, сценаристом и оператором одновременно, получил главный приз на фестивале студенческого кино в Карловых Варах.

### Сараево

Кадр из фильма «Невесты приходят». Справа — Эмир Кустурица, впервые появившийся в эпизоде собственного фильма

Вернувшись в Сараево, Кустурица создал два фильма для местного телевидения. В 1978 году он поставил фильм «Невесты приходят» (сербохорв. Nevjeste Dolaze), который, однако, так и не был выпущен на экран из морально-этических соображений (как нарушающий сексуальные табу). Позже Кустурица в интервью, опубликованном в книге Le petit livre d’Emir Kusturica, говорил о том, что снять этот фильм было самым смелым поступком в его жизни, так как затрагиваемые в картине темы были в то время табуированы в социалистической Югославии. С фильма «Невесты приходят» началось сотрудничество Кустурицы с оператором Вилько Филачем.
В 1979 году появляется ещё один телефильм — «Кафе „Титаник“» (сербохорв. Bife “Titanik”) по роману Иво Андрича. Действие этого фильма, как и «Герники», разворачивается во время Второй мировой войны в Сараево.

#### «Помнишь ли ты Долли Белл?»
В 1981 году состоялся полнометражный дебют Кустурицы с фильмом «Помнишь ли ты Долли Белл?» (босн. Sjećaš li se Doli Bel?), рассказывавшем о детстве и взрослении сараевского подростка шестидесятых годов прошлого столетия, роль которого исполнил Славко Штимац. «Помнишь ли ты Долли Белл?» — первый югославский фильм, снятый не на официальном сербохорватском языке, а на его боснийском диалекте. Картина принесла Кустурице первый крупный успех — приз за лучший дебютный фильм и приз ФИПРЕССИ на международном кинофестивале в Венеции.

#### «Папа в командировке»
Следующий фильм последовал только через 4 года, в 1985 году — «Папа в командировке» (босн. Otac na službenom putu). Он был посвящён послевоенным годам в Югославии, увиденным глазами ребёнка. Несмотря на то, что к тому моменту маршала Тито уже не было в живых, послевоенные репрессии и ссора Тито со Сталиным, упоминаемая в фильме, всё ещё оставались запретными темами. В «Папе в командировке» Кустурица впервые снял Предрага Манойловича, Мирьяну Каранович и Давора Дуймовича, которые впоследствии появились ещё в нескольких лентах режиссёра. Фильм принёс Кустурице «Золотую пальмовую ветвь» и приз ФИПРЕССИ на Каннском фестивале, а также номинации на «Оскар» и «Золотой глобус». Милош Форман, вручивший как председатель жюри «Золотую пальмовую ветвь» югославу, назвал Кустурицу главной надеждой европейского и мирового кино.

#### «Время цыган»
Третья картина Кустурицы, «Время цыган» («Дом для повешения», сербохорв. Dom za vešanje, 1988) была создана при участии британских и итальянских продюсеров. Снятая в Македонии лента стала первым обращением Кустурицы к цыганской тематике и первым в истории кино фильмом о цыганах на цыганском языке. В главной роли — подростка Перхана — снялся Давор Дуймович, а саундтрек написал Горан Брегович, с которым Кустурица сотрудничал и в следующих двух своих фильмах. За «Время цыган» Кустурица был удостоен на Каннском кинофестивале приза за режиссуру.
Примерно в то же время режиссёр начал играть на бас-гитаре в сараевской панк-рок-группе Zabranjeno Pušenje, которая вскоре временно прекратила своё существование.

### США
Уже имевший опыт преподавания в киношколе в Сараево (из которой режиссёра уволили после того, как он стал участником Zabranjeno Pušenje), Эмир Кустурица был приглашён Милошем Форманом читать лекции в Колумбийском университете.
Сценарий, написанный студентом Кустурицы Дэвидом Аткинсом, после небольшой доработки лёг в основу англоязычного фильма «Аризонская мечта» (англ. Arizona Dream, 1993), в котором снялись Джонни Депп и Фэй Данауэй. На создание картины ушло очень много времени, и дата премьеры неоднократно переносилась. Получившийся фильм провалился в прокате, хотя получил в основном положительные отзывы кинокритиков и был удостоен премии «Серебряный медведь» на Берлинском кинофестивале. Позже Кустурица неоднократно заявлял о том, что не хочет больше работать в Голливуде.

### Возвращение в Югославию
В 1992 году началась война в Боснии и Герцеговине. Дом семьи Кустурицы в Сараево был разрушен, отец режиссёра Мурат Кустурица вскоре после этого скончался от сердечного приступа. Семья нашла убежище в Черногории. Видя, что происходит с его страной, Кустурица вернулся в Югославию для того, чтобы начать работу над новым фильмом — фантасмагорическим фильмом-притчей с элементами чёрной комедии «Андерграунд» (серб. Подземље, англ. Underground) по сценарию знаменитого югославского драматурга Душана Ковачевича.

#### «Андерграунд»
Фильм вышел на экраны в 1995 году. В этой новой своей режиссёрской работе Кустурица связал прошлое своей страны с эпизодами новейшей истории (начало войны на Балканах). Реакция критики на картину была неоднозначной, и Кустурица, решив, что его не поняли, даже заявлял, что уходит из кинематографа. Тем не менее, «Андерграунд» принёс ему вторую «Золотую пальмовую ветвь» кинофестиваля в Каннах, и Кустурица стал четвёртым режиссёром, дважды получившим этот приз (после Альфа Шёберга, Фрэнсиса Форда Копполы и Билле Аугуста); позже это достижение повторили Сёхэй Имамура, братья Дарденн, Михаэль Ханеке, Кен Лоуч и Рубен Эстлунд.

#### «Чёрная кошка, белый кот»

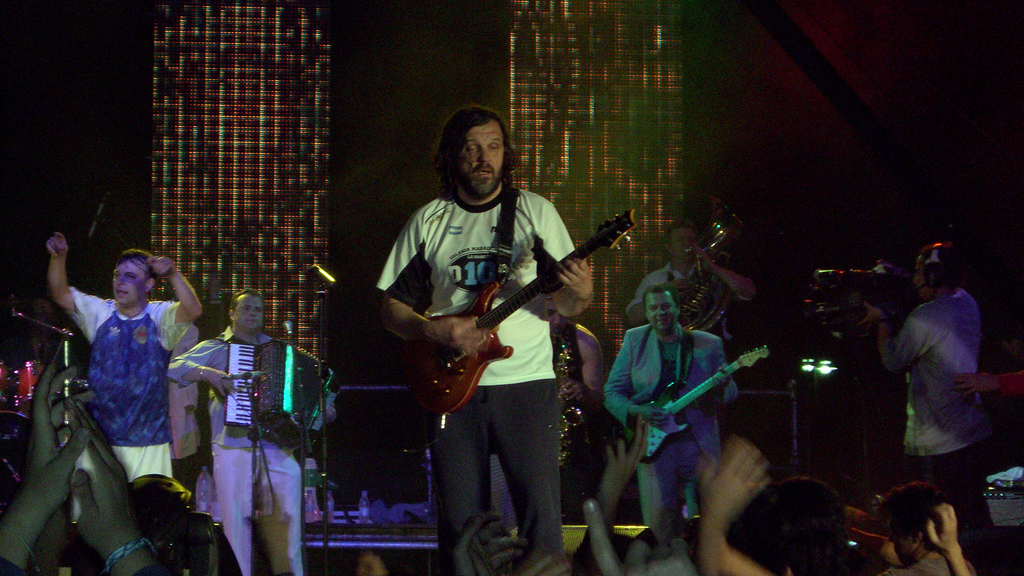
Кустурица выступает на сцене с The No Smoking Orchestra

Спустя три года Кустурица вновь вернулся к цыганской теме. В отличие от «Времени цыган», его новый фильм «Чёрная кошка, белый кот» (серб. Црна мачка бели мачор, фр. Chat noir, chat blanc, 1998), выросший из проекта о цыганской музыке для немецкого телевидения, был комедией. Картина была фаворитом Венецианского кинофестиваля в 1998 году, но не получила главного приза, однако Кустурица был удостоен «Серебряного льва» за лучшую режиссуру. Сотрудничество с Гораном Бреговичем Кустурица прекратил после «Андерграунда», и музыку к «Чёрной кошке…» написал Нелле Карайлич, который незадолго до начала работы над фильмом создал свою версию сараевской рок-группы Zabranjeno Pušenje (в которой он был вокалистом и соавтором песен) под новым названием The No Smoking Orchestra и уже успел выпустить альбом Ja nisam odavle, посвящённый жертвам войны 1992—1995 годов в Югославии.
После этого фильма последовал длительный перерыв, в течение которого Кустурица был занят в основном The No Smoking Orchestra. Место за ударной установкой в группе занял сын режиссёра — Стрибор Кустурица. В 2001 году режиссёр снял документальный фильм о группе «Истории на супер 8».
Тем не менее, нельзя сказать, что в тот период Кустурица не имел никаких контактов с игровым кино — как актёр он снялся в фильмах «Вдова с острова Сан-Пьер» (2000, реж. Патрис Леконт), «Хороший вор» (2002, реж. Нил Джордан), а также продюсировал картину своего соотечественника Душана Милича «Клубничка в супермаркете» (2003).

#### «Жизнь как чудо»
В 2004 году после долгого перерыва на экраны вышел новый фильм Эмира Кустурицы «Жизнь как чудо» (серб. Живот је чудо, англ. Life is a miracle), в котором режиссёр снова обратился к теме войны на Балканах, действуя в своём любимом жанре трагикомедии. В главной роли снялся Славко Штимац, также на экране появились Весна Тривалич, Мирьяна Каранович (игравшая ещё в фильме «Папа в командировке»), Стрибор Кустурица и два музыканта The No Smoking Orchestra — Нелле Карайлич и Деян Спаравало. Фильм «Жизнь как чудо» был представлен на 57-м Каннском кинофестивале, но получил лишь приз французской системы образования. Тем не менее, без наград картина не осталась: за «Жизнь как чудо» Кустурица был удостоен французской премии «Сезар».

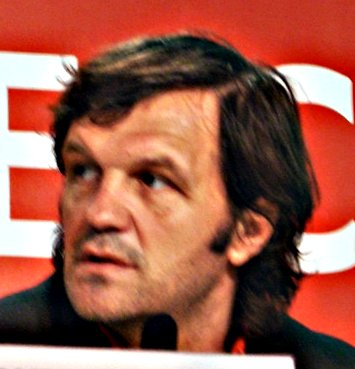
Кустурица на Каннском кинофестивале, 2005 год

В следующем, 2005, году Кустурица сам возглавил жюри Каннского кинофестиваля, которое под его руководством присудило «Золотую пальмовую ветвь» фильму братьев Дарденн «Дитя». В том же году он поучаствовал в создании киноальманаха «Невидимые дети», поставив один из семи эпизодов этого фильма — «Синий цыган».

#### «Завет»
Восьмой полнометражный фильм Кустурицы, премьера которого состоялась в мае 2007 года, получил название «Завет» (серб. Завет, англ. Promise me this; в некоторых источниках можно встретить русскоязычное название «Обещай мне это» или «Обещание»). С этой лентой Кустурица участвовал в конкурсе 60-го Каннского фестиваля, и, в пятый раз приняв участие в этом престижном киносмотре, впервые не получил ни одного приза.
26 июня 2007 года состоялась премьера панк-оперы «Время цыган», написанной музыкантами The No Smoking Orchestra по мотивам одноимённого фильма.
В 2008 году вышел документальный фильм «Марадона» о знаменитом аргентинском футболисте Диего Марадоне. Премьерный показ состоялся на 61-м Каннском кинофестивале.

### Театр Российской армии
22 февраля 2022 года Минобороны России сообщило, что Кустурица после предложения Сергея Шойгу согласился стать главным режиссёром Театра российской армии. 1 марта артист сообщил, что договаривался лишь поставить три спектакля, а своё «назначение» списал на трудности перевода. После того, как СМИ написали о назначении Кустурицы в театр Минобороны, чешский кинофестиваль Febiofest лишил его своей награды, вручённой в 2017 году.

### Клипы
В 2019 году срежиссировал клип для группы The Hatters на песню «Всё сразу». Съёмки проходили в Болгарии. В съемках поучаствовали актёр Евгений Кулик и видеоблогер Илья Варламов.

## Личная жизнь
Эмир Кустурица женат. Его жена — Майя Кустурица. Супруги являются основателями и совладельцами кинокомпании Rasta Films, которая занималась производством всех фильмов Эмира Кустурицы, начиная с «Историй на супер 8», а также лент других режиссёров. У Эмира и Майи двое детей — сын Стрибор и дочь Дуня. Стрибор Кустурица является ударником в The No Smoking Orchestra; он также снялся как актёр в фильмах своего отца «Жизнь как чудо» и «Завет», а в последнем выступил ещё и в качестве композитора.
В 2005 году на день святого Георгия Эмир Кустурица в Монастыре Савина принял православие под именем Неманя. Режиссёр утверждает, что его дальние предки были православными сербами, и, таким образом, принятие им христианства стало актом возвращения к истокам. По его словам, христианин должен пытаться сделать мир более гармоничным, и именно такую цель преследует Кустурица в своих фильмах.
Режиссёр вместе со своей женой Майей стал ктитором Храма во имя святого Саввы Сербского в построенной по его собственному проекту деревне на Мокрой горе. Храм был освящён 23 января 2005 года епископом Жичским Хризостомом. 21 января 2010 года в Зале церковных Соборов Храма Христа Спасителя состоялась церемония вручения Кустурице премии Международного общественного фонда единства православных народов имени Патриарха Алексия II «За выдающуюся деятельность по укреплению единства православных народов. За утверждение и продвижение христианских ценностей в жизни общества».

## Политические взгляды

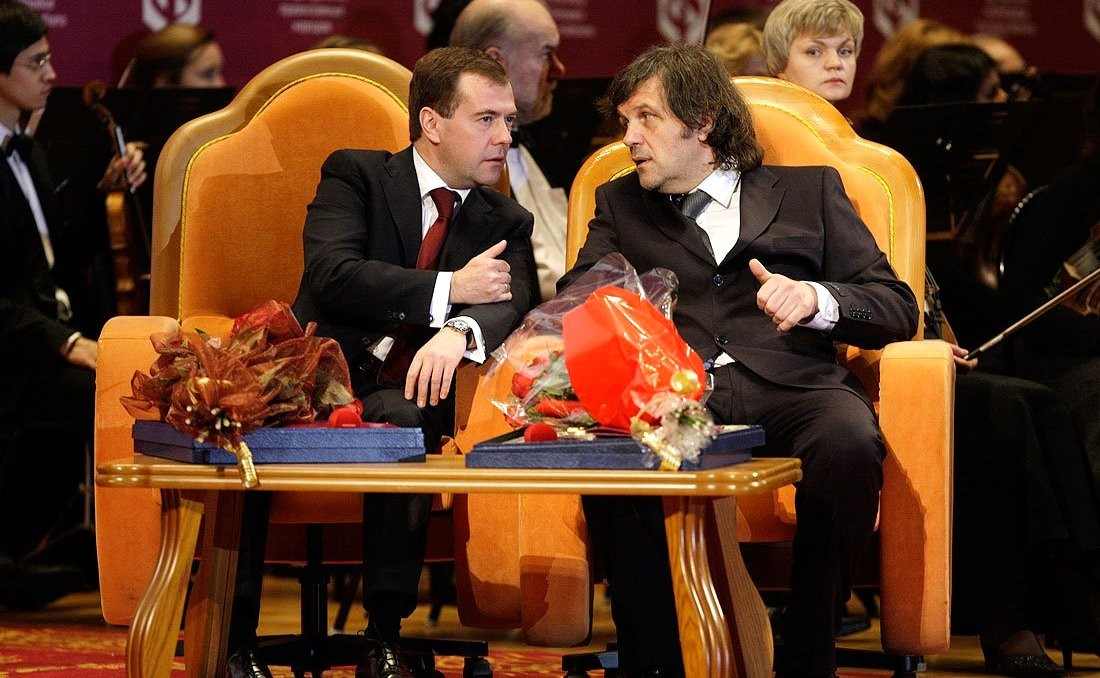
Кустурица с Президентом России Дмитрием Медведевым. Москва, 21 января 2010 года

Режиссёр говорил, что когда-то считал себя социал-демократом, но позже осознал себя анархистом.
Известен также монархическими симпатиями. Является членом Коронного совета при главе династии Карагеоргиевичей, правившей страной с 1804 по 1945 год, кронпринце Александре.

### О Сербии
Режиссёр известен тем, что является противником распада Югославии. В 1990 году перед парламентскими выборами в Боснии и Герцеговине Кустурица выступал в поддержку Союза реформаторских сил Югославии, организации, выступавшей за сохранение Боснии и Герцеговины в Югославии.
В 1993 году он вызвал на дуэль политика от сербских националистов Воислава Шешеля, предложив поединок на любом оружии в центре Белграда, однако Шешель отказался, заявив, что не хочет, чтобы его обвинили в смерти Кустурицы.
В 2007 году Кустурица на парламентских выборах в Сербии поддержал правую Демократическую партию Сербии. Позже в том же году вместе с другими сербскими деятелями культуры принял участие в акции за сохранение Автономного края Косово и Метохии в составе Сербии.
В 2015 году открыл монумент Гаврило Принципу, террористу, убившему в 1914 году Франца Фердинанда и спровоцировавшему начало Первой мировой войны. Кустурица назвал Принципа символом сопротивления и борцом за свободу.

### О России
В 2012 году он заявил, что, будучи россиянином, голосовал бы за Владимира Путина.
В 2014 году Кустурица поддержал аннексию Крыма, назвав её «органическим процессом». В 2015 году власти Украины запретили выступления Кустурицы за его поддержку аннексии Крыма и российской политики. В ответ он охарактеризовал их действия как «возврат в Средневековье».
В ноябре 2016 года в Москве получил орден Дружбы.
В 2017 году Эмир Кустурица создал дизайн часов «Ракета», приурочив это к столетию русского авангарда.
В 2022 году Кустурица поддержал вторжение России в Украину. Также, он выступил против введения Сербией санкций и осудил нападки на российскую культуру, которую он считает неотъемлемой частью культуры европейской.
Весной 2024 года, на встрече с Владимиром Путиным, он сравнил руководство Украины с хорватскими вооружёнными силами, изгнавшими большую часть сербского населения со своей территории в 1990-е годы.
Осенью 2024 года заявил, что хочет запросить российское гражданство.

## Дрвенград

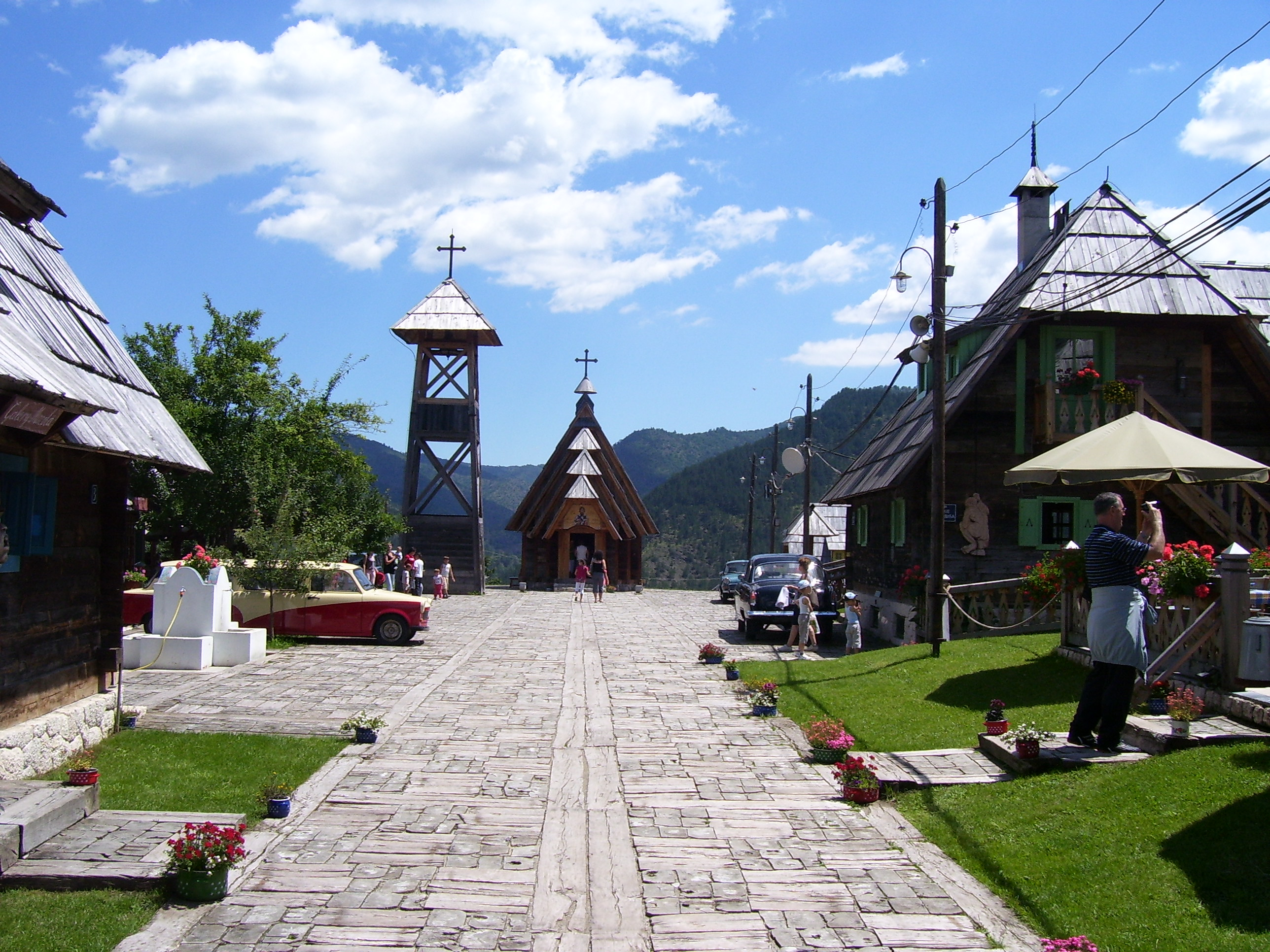
Кюстендорф

В 2005 году Эмир Кустурица стал лауреатом премии Филиппа Ротье за свой архитектурный проект — деревню Дрвенград (также Мечавник; нем. Küstendorf, Кюстендорф) в горном районе Златибор в Сербии. Кустурица заинтересовался этой местностью ещё во время съёмок фильма «Жизнь как чудо», которые проходили в окрестностях деревни Мокра Гора. По словам Кустурицы, после потери родного города (имеется в виду Сараево, куда он отказывается возвращаться) ему хотелось построить свою собственную деревню. Деревня была открыта 25 сентября 2004 года, в день премьеры фильма «Жизнь как чудо». Полностью построенный из дерева Дрвенград — не населённый пункт, а туристический объект, на территории которого действуют православная церковь, музей, библиотека, кинотеатр.
С 2008 года в Дрвенграде проводится Международный фестиваль кино и музыки «Кустендорф».

## Андричград
Под руководством и при финансовом участии Кустурицы был построен также Андричград (серб. Андрићград, что означает «город Андрича») — градостроительный проект («город в городе»), расположенный в Вишеграде, Республика Сербская, Босния и Герцеговина. Город посвящён югославскому писателю Иво Андричу, лауреату Нобелевской премии.

## Фильмография
Цветом выделены фильмы, в которых Кустурица принял участие как режиссёр. Их названия на русском даны полужирным шрифтом.
| Год  | Название на русском                    | Оригинальное название            | Участие Кустурицы                                  | Комментарий                                                                                                 |
| ---- | -------------------------------------- | -------------------------------- | -------------------------------------------------- | --- |
| 1972 | Вальтер защищает Сараево               | Valter brani Sarajevo            | Актёр                                              | |
| 1978 | Герника                                | Guernica                         | Режиссёр, автор сценария                           | Короткометражный                                                                                            |
| 1978 | Невесты приходят                       | Nevjeste Dolaze                  | Режиссёр, актёр                                    | Телефильм                                                                                                   |
| 1979 | Кафе «Титаник»                         | Bife 'Titanik                    | Режиссёр, автор сценария                           | Телефильм                                                                                                   |
| 1981 | Помнишь ли ты Долли Белл?              | Sjećaš li se Doli Bel?           | Режиссёр, соавтор сценария                         | Первый полнометражный фильм                                                                                 |
| 1981 |                                        | Ti si to                         | Актёр                                              | Телефильм                                                                                                   |
| 1982 | 13 июля                                | 13. jul                          | Актёр, ассистент режиссёра                         | |
| 1984 |                                        | Nije covjek ko ne umre           | Режиссёр                                           | Телефильм                                                                                                   |
| 1985 | Папа в командировке                    | Otac na službenom putu           | Режиссёр                                           | |
| 1987 |                                        | Zivot radnika                    | Автор сценария                                     | |
| 1987 |                                        | Strategija svrake                | Автор сценария                                     | |
| 1988 | Время цыган (Дом для повешения)        | Dom za vesanje                   | Режиссёр, соавтор сценария                         | |
| 1988 |                                        | Vizantija                        | Актёр                                              | Телефильм                                                                                                   |
| 1993 | Аризонская мечта                       | Arizona Dream                    | Режиссёр, соавтор сценария                         | |
| 1995 | Андеграунд (Подполье)                  | Подземље Underground             | Режиссёр, соавтор сценария, актёр                  | На югославском телевидении демонстрировался также в виде мини-сериала под названием Била једном једна земља |
| 1997 |                                        | Magic Bus                        | Режиссёр                                           | Короткометражный фильм                                                                                      |
| 1998 | Чёрная кошка, белый кот                | Crna mačka, beli mačor           | Режиссёр, автор сценария                           | |
| 2000 | Вдова с острова Сан-Пьер               | La Veuve de Saint-Pierre         | Актёр                                              | Номинация на премию «Сезар» за лучшую мужскую роль второго плана                                            |
| 2001 | Истории на супер 8                     | Super 8 Stories                  | Режиссёр, автор сценария, оператор                 | Документальный фильм                                                                                        |
| 2002 | Хороший вор                            | The Good Thief                   | Актёр                                              | |
| 2003 | Клубничка в супермаркете               | Jagoda u supermarketu            | Автор сценария, продюсер, актёр                    | |
| 2004 | Жизнь как чудо                         | Zivot je cudo                    | Режиссёр, автор сценария, композитор, продюсер     | |
| 2005 | Невидимые дети                         | All the Invisible Children       | Режиссёр                                           | Эпизод «Синий цыган»                                                                                        |
| 2006 | Тайная поездка                         | Viaggio segreto                  | Актёр                                              | |
| 2006 | Буча в Гуче                            | Guca!                            | Сопродюсер                                         | |
| 2007 | Завет                                  | Zavet/Promise Me This            | Режиссёр, соавтор сценария, сопродюсер             | |
| 2007 | Брат                                   | Hermano                          | Актёр                                              | |
| 2008 | Марадона                               | Maradona                         | Режиссёр, автор сценария                           | Документальный фильм                                                                                        |
| 2009 | Прощальное дело                        | L’affaire Farewell               | Актёр (роль русского полковника Сергея Григорьева) | |
| 2011 | Пеликан                                | Nicostratos le pélican           | Актёр                                              | |
| 2012 | Гавана, я люблю тебя!                  | 7 días en La Habana              | Актёр                                              | |
| 2014 | Ледяной лес                            | La foresta di ghiaccio           | Актёр                                              | |
| 2016 | По млечному пути                       | На млијечном путу                | Режиссёр, актёр                                    | Художественный фильм                                                                                        |
| 2018 | Пепе. Высшая жизнь                     | El Pepe, Una Vida Suprema        | Режиссер                                           | Документальный фильм                                                                                        |
| 2019 | Балканский рубеж                       | Балканский рубеж                 | Актёр                                              | Художественный фильм                                                                                        |
| 2022 | Республика Сербская: Борьба за свободу | Srpska: The Struggle for Freedom | Актёр                                              | Документальный фильм                                                                                        |
| 2024 | Люди Христовы. Наше время              | Люди Христовы. Наше время        | Режиссёр                                           | Документальный фильм                                                                                        |

## Награды

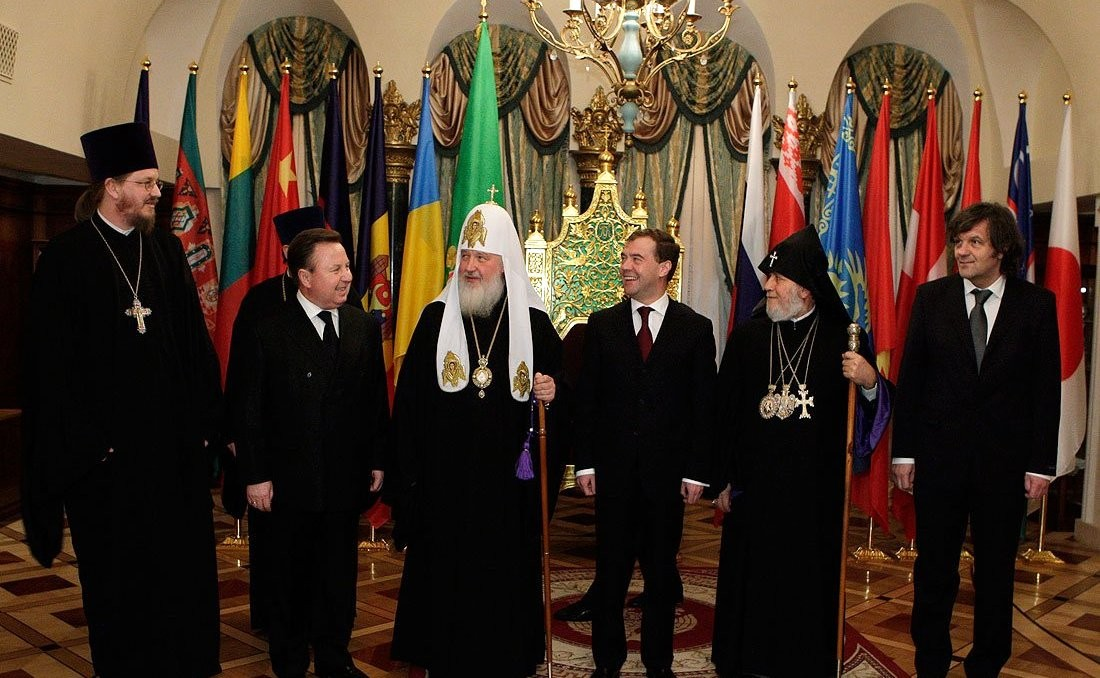
Кустурица (крайний справа) на церемонии вручения премии Фонда единства православных народов. Москва, 21 января 2010 года

### Кинопремии
- 1981 — «Золотой львёнок» за лучший первый фильм и приз ФИПРЕССИ на кинофестивале в Венеции за фильм «Помнишь ли ты Долли Белл?»
- 1982 — приз критиков на кинофестивале в Сан-Паулу за фильм «Помнишь ли ты Долли Белл?»
- 1985 — «Золотая пальмовая ветвь» и приз ФИПРЕССИ на кинофестивале в Каннах за фильм «Папа в командировке»
- 1989 — приз за режиссуру на кинофестивале в Каннах за фильм «Время цыган»
- 1993 — «Серебряный медведь» на берлинском кинофестивале за фильм «Аризонская мечта»
- 1994 — приз зрительских симпатий на кинофестивале в Варшаве за фильм «Аризонская мечта»
- 1995 — «Золотая пальмовая ветвь» на кинофестивале в Каннах за фильм «Андерграунд»
- 1995 — премия «Люмьер» (Франция) в номинации «Лучший иностранный фильм» за фильм «Андерграунд»
- 1997 — премия «Кинема Юнпо» (Япония) в номинации «лучшая режиссура в фильме на иностранном языке» за фильм «Андерграунд»
- 1998 — «Серебряный лев», «Малый золотой лев» и приз «Laterna Magica» на кинофестивале в Венеции за фильм «Чёрная кошка, белый кот»
- 2001 — приз кинофестиваля в Чикаго в номинации «лучший документальный фильм» за фильм «Истории на супер 8»
- 2004 — приз национальной системы образования Франции на кинофестивале в Каннах за фильм «Жизнь как чудо»
- 2004 — Приз «Серебряный Георгий» за вклад в мировой кинематограф на Московском международном кинофестивале
- 2005 — премия «Сезар» (Франция) в номинации «Лучший фильм стран Европейского союза» за фильм «Жизнь как чудо»
- 2005 — приз кинофестиваля в Софии в номинации «Лучший балканский фильм» за фильм «Жизнь как чудо»
- 2017 — Золотая медаль имени С. Ф. Бондарчука «За выдающийся вклад в кинематограф» на Международном кинофоруме «Золотой Витязь»
- 2018 — Премия ЮНЕСКО и Международного совета по кино и телевидению на кинофестивале в Венеции за фильм «Пепе. Высшая жизнь»

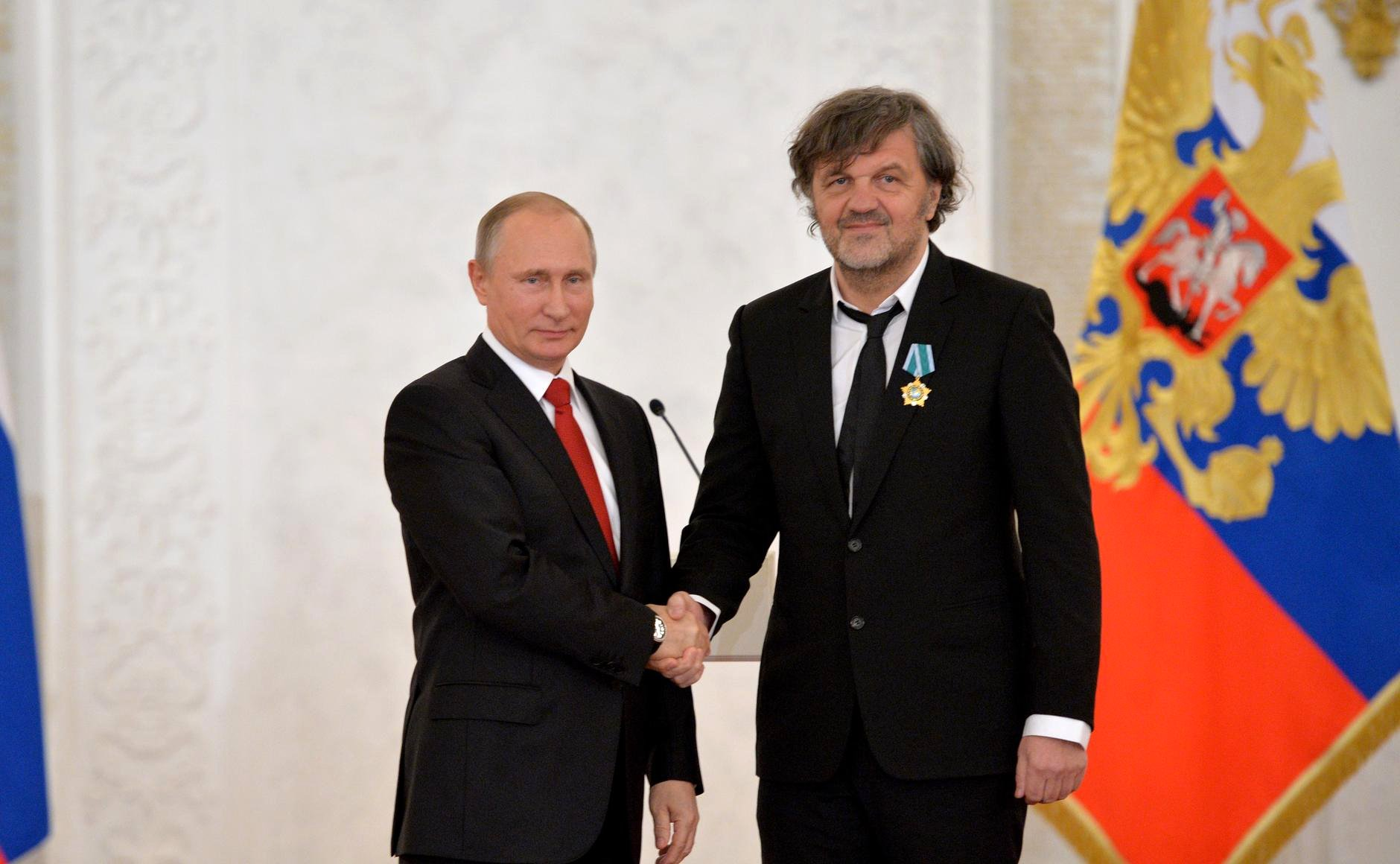
Награждение орденом Дружбы. Москва, 4 ноября 2016 года

### Прочие награды
- 2005 — премия Филиппа Ротье (см. раздел Дрвенград).
- 2007 — Командор ордена Искусств и литературы (Франция)[40].
- 2010 — Лауреат премии Международного Фонда единства православных народов «За выдающуюся деятельность по укреплению единства православных народов. За утверждение и продвижение христианских ценностей в жизни общества» имени Святейшего Патриарха Алексия II за 2009 год (21 января 2010 года)[41].
- 2011 — Кавалер ордена Почётного легиона (Франция)[42][43].
- 2012 — Орден Святого Саввы 1 степени (Сербская православная церковь)[44].
- 2013 — Театральная премия «Фигаро» (Россия)[45]
- 2014 — Орден Святого Короля Милутина[серб.] (Сербская православная церковь)[46].
- 2014 — Золотая медаль имени Фёдора Волкова[47].
- 2014 — Командор ордена Звезды Италии (27 декабря 2014 года, Италия)[48].
- 2016 — Орден Дружбы (26 октября 2016 года, Россия) — за значительный вклад в укрепление дружбы и сотрудничества между народами, сохранение и популяризацию русского языка и культуры за рубежом[49].
- 2017 — Орден Белого орла (Сербия)
- 2018 — Орден Флага Республики Сербской с золотым венком (9 января 2018 года, Республика Сербская, Босния и Герцеговина) — за работу и выдающиеся заслуги в послевоенном развитии Сербской Республики, за укрепление мира и международного сотрудничества, за результаты и достижения более широкого значения и масштаба в утверждении Сербской Республики[50]
- 2019 — Медаль «За заслуги» I степени (Чехия)[51]
- 2021 — Сретенский орден I степени (Сербия)[52]
- 2024 — Орден Преподобного Серафима Саровского I степени (РПЦ, Россия) — за вклад в сохранение традиционных ценностей[53]